# 多变蹄盖蕨
多变蹄盖蕨（学名：Athyrium drepanopterum）又名细裂蹄盖蕨，为蹄盖蕨科蹄盖蕨属下的一个种。生山谷林下或阴湿花岗岩石缝中，海拔700-2300米。